# Newtontoppen
Newtontoppen è la cima più alta dell'arcipelago delle isole Svalbard, in Norvegia, nel Mare Glaciale Artico. La cima misura 1713 metri sul mare e si trova nel nord-est dell'isola di Spitsbergen, la più estesa dell'arcipelago.

## Toponimo

Foto aerea del 1923

La montagna venne denominata nel 1898 in onore del fisico Isaac Newton. Anche le cime circostanti presero il nome da famosi astronomi e matematica nello stesso anno.

## Storia
Il Newtontoppen fu salito per la prima volta il 4 agosto 1900 da Helge Backlund.